# Geoffrey Blancaneaux
Geoffrey Blancaneaux (ur. 8 sierpnia 1998 w Paryżu) – francuski tenisista, zwycięzca juniorskiego turnieju French Open 2016 w grze pojedynczej.

## Kariera tenisowa
W przeciągu kariery wygrał jeden deblowy turniej rangi ATP Challenger Tour. Ponadto zwyciężył w pięciu singlowych oraz trzech deblowych turniejach rangi ITF.
W 2016 roku podczas French Open zdobył juniorski tytuł wielkoszlemowy w grze pojedynczej chłopców. W finale pokonał Félixa Augera-Aliassime 1:6, 6:3, 8:6.
W 2017 roku zadebiutował w imprezie Wielkiego Szlema podczas turnieju French Open w grze mieszanej. Startując w parze z Myrtille Georges odpadł w pierwszej rundzie. W tym samym sezonie otrzymał „dziką kartę” do turnieju głównego US Open w grze pojedynczej. Przegrał wówczas w pierwszej rundzie z Yūichi Sugitą.
W 2019 roku, startując w parze z Elliotem Benchetritem dotarł do drugiej rundy French Open.
Najwyżej sklasyfikowany w rankingu gry pojedynczej był na 134. miejscu (14 listopada 2022), a w klasyfikacji gry podwójnej na 164. pozycji (18 lipca 2022).

### Zwycięstwa w turniejach ATP Challenger Tour w grze podwójnej
| Końcowy wynik | Nr | Data            | Turniej | Nawierzchnia | Partner           | Przeciwnicy                     | Wynik finału   |
| ------------- | -- | --------------- | ------- | ------------ | ----------------- | ------------------------------- | -------------- |
| Zwycięzca     | 1. | 17 czerwca 2018 | Lyon    | Ceglana      | Elliot Benchetrit | Hsieh Cheng-peng Luca Margaroli | 6:3, 4:6, 10–7 |

### Finały juniorskich turniejów wielkoszlemowych w grze pojedynczej (1-0)
| Końcowy wynik | Nr | Data           | Turniej            | Nawierzchnia | Przeciwnik            | Wynik finału  |
| ------------- | -- | -------------- | ------------------ | ------------ | --------------------- | ------------- |
| Zwycięzca     | 1. | 5 czerwca 2016 | French Open, Paryż | Ceglana      | Félix Auger-Aliassime | 1:6, 6:3, 8:6 |